# Ceraukste
Ceraukste – litevsky Čeriaukštė je řeka 1. řádu v severní Litvě a v jižním Lotyšsku. Teče v okresech Biržai a Bauska. Celková délka je 30,9 km, z toho v Litvě 13 km. Pramení 3 km na východ od obce Pačeriaukštė I. Směr toku je celkově západoseverozápadní. Průměrný spád je 184 cm/km. 

## Sídla při řece
- v Litvě:

Degesiai, Pačeriaukštė I, Pačeriaukštė II, Odmeniškis, Smilgiai, Kuosakiai, Putriai, Pačeriaukštė
- v Lotyšsku:

Tunkūni, Tervidāni, Grenctāle, Grenctāles Pienotava, Mucenieki, Pīrāgi